# Kordylina australijska
Kordylina australijska (Cordyline australis Hook. f.) – gatunek wiecznie zielonego drzewa z rodziny szparagowatych (dawniej o różnej pozycji w systematyce, m.in. w rodzinie agawowatych, Laxmanniaceae).

## Występowanie
Drzewo pochodzi z Nowej Zelandii. Od dłuższego czasu sadzona jako roślina ozdobna w Australii, południowej Europie.

## Morfologia

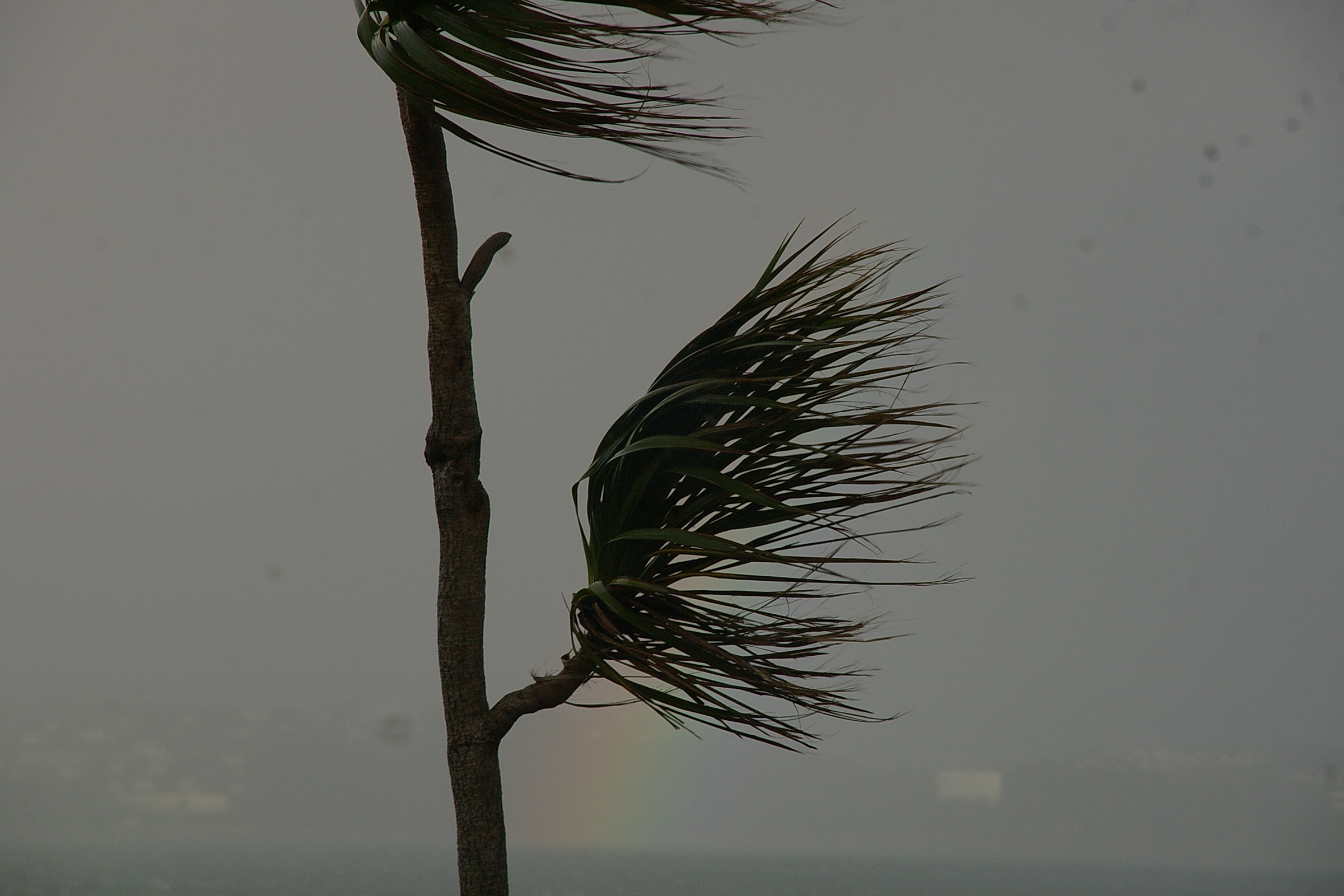
Liście

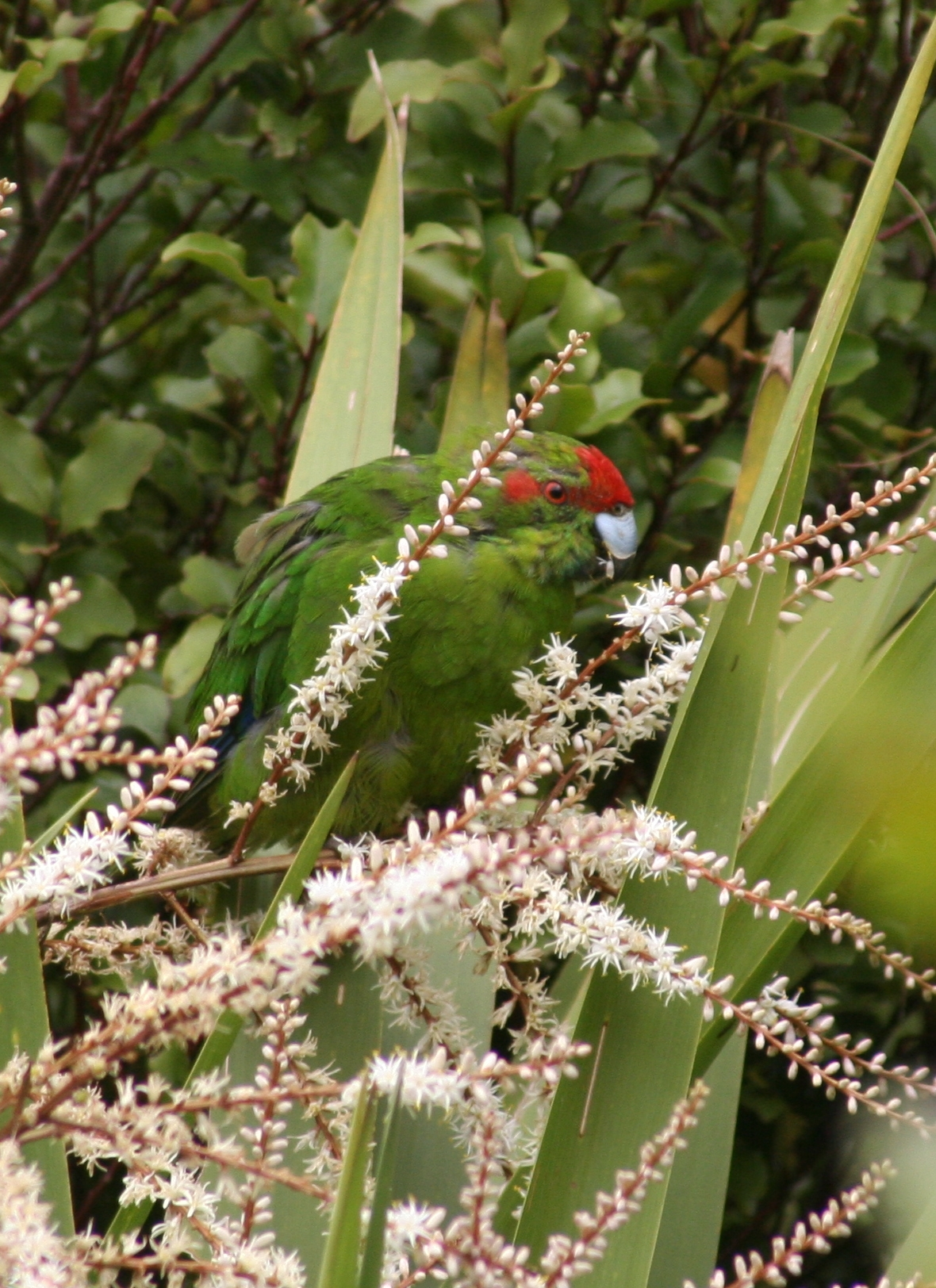
Kwiaty

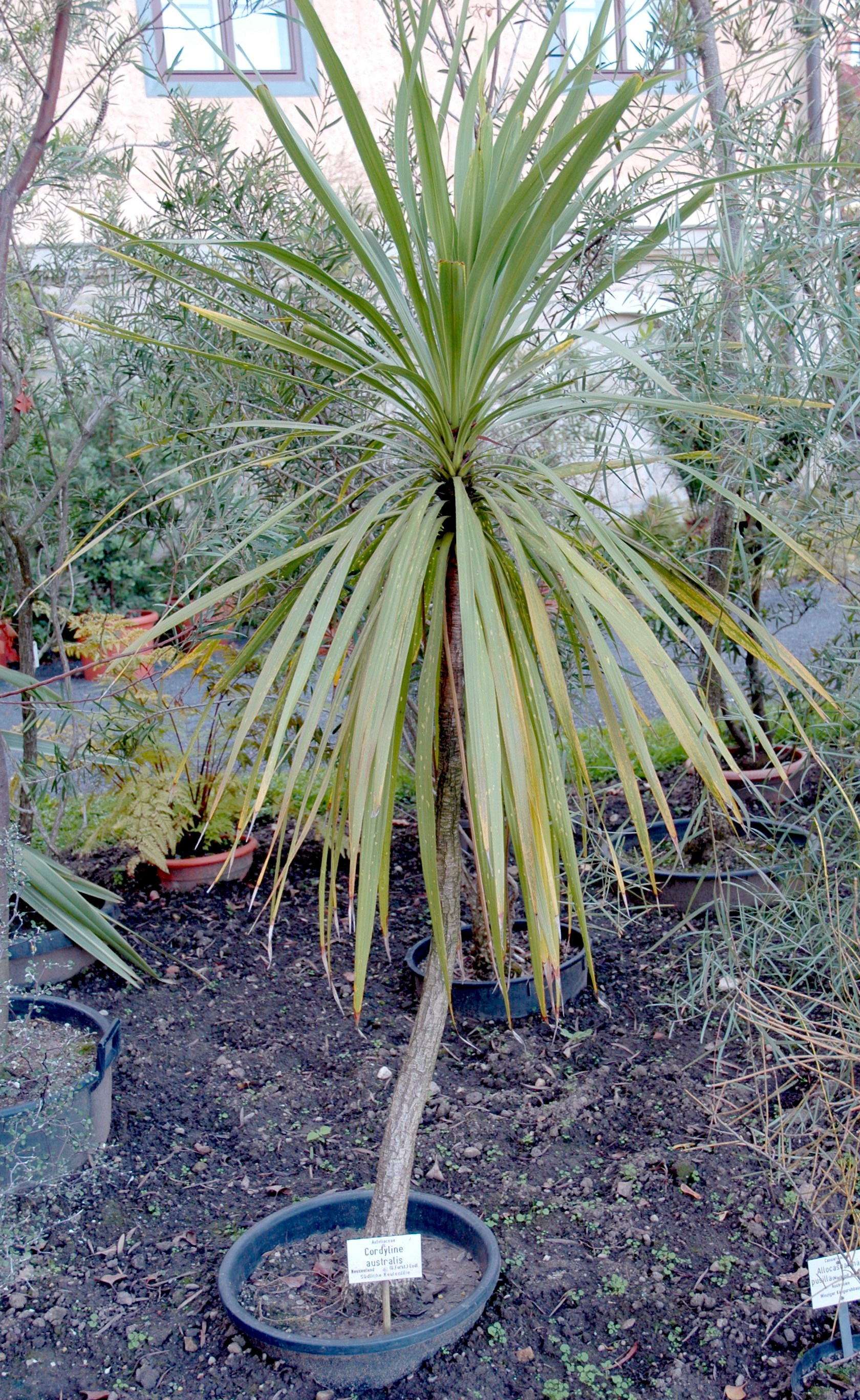
Forma doniczkowa

PokrójWiecznie zielone drzewo o wysokości ok. 10 m, formy sadzone poza naturalnym obszarem występowania zwykle znacznie mniejsze lub w formie dużego krzewu.
PieńPrzeważnie prosty, w przekroju okrągły, tuż nad ziemią widlasto podzielony.
KoraRudobrunatna z głębokimi, kanciastymi bruzdami, na bardzo starych drzewach niekiedy szara lub szarobrunatna.
LiścieSkupione na szczycie pnia, długość od 30 do 80 cm, są niepodzielone, pojedyncze, równowąskie o szerokości ok. 5 cm. W kolorze od ciemnozielonego do żywo zielonego.
KwiatyRozwijają się tylko na starszych okazach. Pojedynczy kwiat jest koloru białego. Zebrane są w bardzo liczne wielkie wiechowate kwiatostany, na długich nawet do 1 m osadkach. Kwitnie w Europie od marca do czerwca.
OwoceKuliste, białawe lub niebieskawe wielonasienne jagody.

## Biotop, wymagania
Na obszarze naturalnego występowania rośnie na skraju lasów, na leśnych polanach lub wzdłuż mniejszych cieków wodnych. Sadzona w parkach i ogrodach. Jest również hodowana w doniczkach, które w okresie letnim mogą się znajdować na powietrzu, a w okresie zimowym należy je chronić w szklarniach.